# Cuarzo lechoso
El cuarzo lechoso es probablemente el tipo de cuarzo más común y abundante del mundo. Se trata de una piedra translúcida, de color lechoso o blanco. Puede aparecer puro, pero lo más común es hallarlo en rocas con multitud de impurezas.
Casi no presenta exfoliación.
Sus cristales son hexagonales y poseen muchas caras.
Su fórmula química, como la de todos los cuarzos, es SiO2.

## Véase también

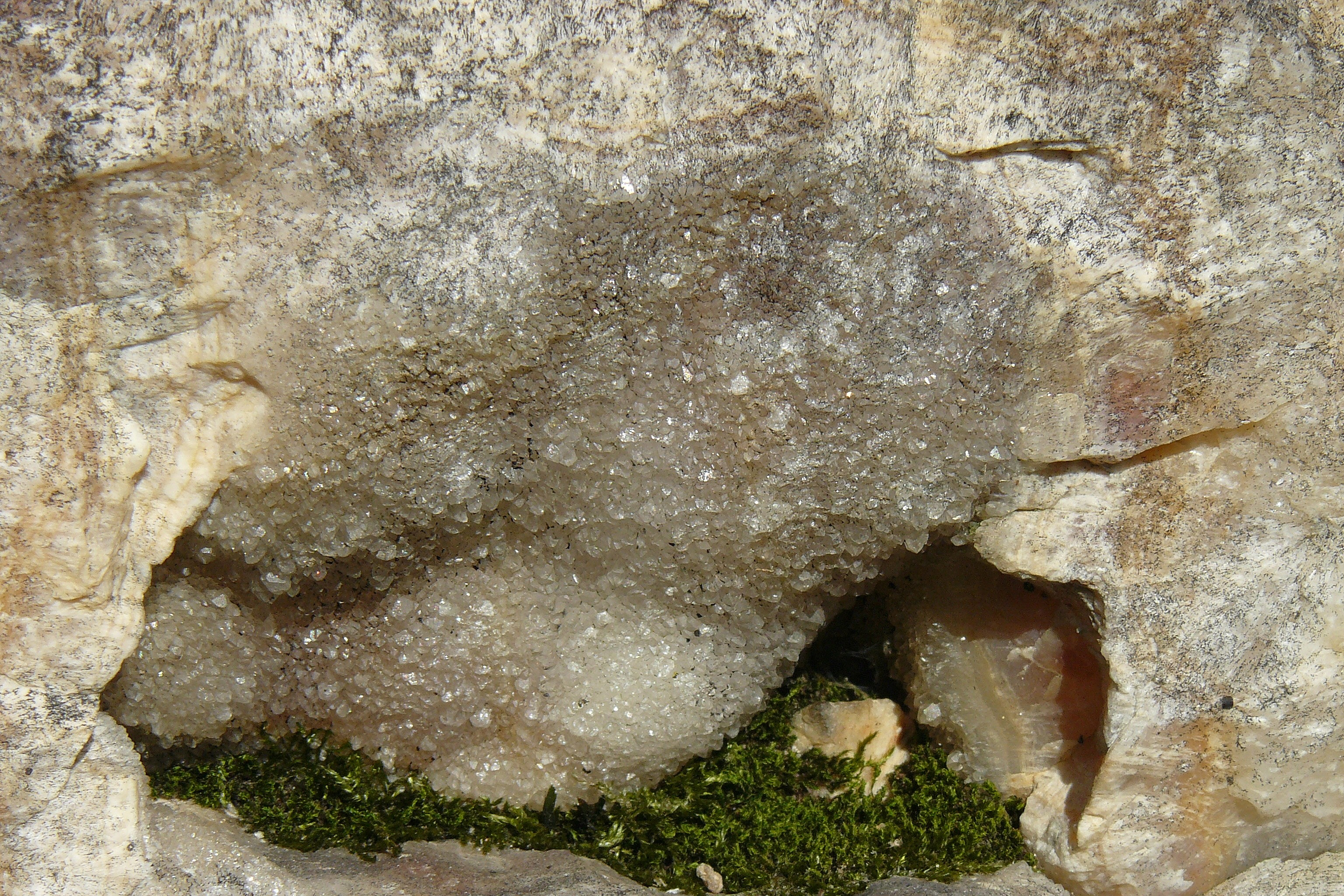
Pitón de cuarzo lechoso de Roche-d'Agoux